# Oruza lauta
Oruza lauta là một loài bướm đêm trong họ Erebidae.